# Nánhegyes
Nánhegyes (régebben Hegyes, románul Hidișel) falu Romániában, a Partiumban, Bihar megyében.

## Fekvése
A Király-erdő alatt, a Topa patak völgyében, Belényestől északnyugatra fekvő település.

## Története
A települést 1508-ban említette először oklevél Felsewhydassel néven.
1808-ban Hegyessely (Nán-), 1888-ban Nán-Hegyesel (Hidisel-
Nand) Higyisel, 1913-ban Nánhegyes néven írták.
A falu egykori birtokosa a királyi kincstár volt.
1851-ben Fényes Elek írta a településről:
Nán-hegyesel, románul Hegyesel-Inánd, Bihar vármegyében, hegyes vidéken: 505 óhitű lakossal, s anyatemplommal ... A határszélen foly a Ró vize, melly gyakran kiönt, és egy más patak Dobrest felől jön. Birják Zuber Imre, Pál és Sándor urak.
1910-ben 805 lakosából 17 magyar, 788 román volt. Ebből 11 református, 781 görögkeleti ortodox volt.
A trianoni békeszerződés előtt Bihar vármegye Magyarcsékei járásához tartozott.
A település egykor a magyarcsékei járás egyik körjegyzősége volt.
A 2002-es népszámláláskor 776 lakosa közül 773 fő (99,6%) román, 1 fő (0,1%) magyar, 1 fő (0,1%) szlovák, 1 fő (0,1%) ismeretlen nemzetiségű volt.

## Nevezetességek
- Görögkeleti temploma 1755-ben épült.